# 瓦迪薩巴赫
35°22′21″N 0°48′41″W / 35.37250°N 0.81139°W

瓦迪薩巴赫（阿拉伯语：‎），是阿爾及利亞的城鎮，位於該國西北部艾因泰穆尚特省，由艾因阿爾巴區負責管轄，面積222平方公里，2010年人口10,905，人口密度每平方公里49人。